# 加雷乌
加雷乌（法語：Garéoult，法語發音：[ɡaʁeu]）是法国普罗旺斯-阿尔卑斯-蓝色海岸大区瓦尔省的一个市镇，属于布里尼奥勒区。

## 地理
加雷乌（43°19'42"N, 6°2'46"E）面积15.75 平方千米，位于法国普罗旺斯-阿尔卑斯-蓝色海岸大区瓦尔省，该省份为法国东南部沿海省份，北起上普罗旺斯阿尔卑斯省，西北角与沃克吕兹省接壤，西接罗讷河口省，南濒地中海，东临滨海阿尔卑斯省。
与加雷乌接壤的市镇（或旧市镇、城区）包括：布里尼奥勒、福卡尔凯雷、内乌勒、罗克巴龙、拉罗克布吕萨讷。

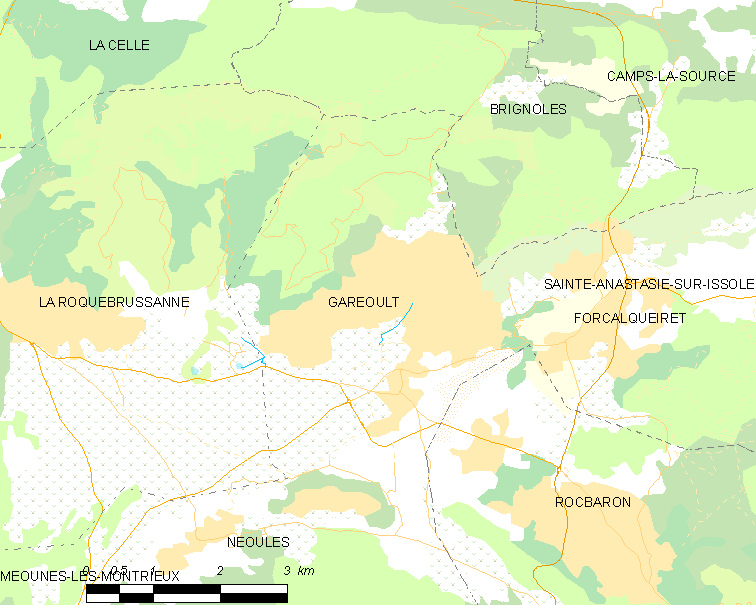
加雷乌的OSM定位图

加雷乌的时区为UTC+01:00、UTC+02:00（夏令时）。

## 行政
加雷乌的邮政编码为83136，INSEE市镇编码为83064。

## 政治
加雷乌所属的省级选区为加雷乌县。

## 人口

1962-2008年间加雷乌人口变化图示

加雷乌于2022年1月1日时的人口数量为5579人。